# Ginnastica ritmica alla XXIX Universiade
Il programma della Ginnastica ritmica alla XXIX Universiade si è svolto dal 27 al 29 agosto 2017 al Taipei Nangang Exhibition Center di Taipei a Taiwan.

## Donne
| Evento                               | Oro | Punti  | Argento                                                                               | Punti  | Bronzo | Punti  |
| Concorso a squadre (dettagli)        | Ucraina Maryna Makarova Valeriia Gudym Daria Sych Anastasiya Podrushnyak Alina Bykhno                            | 33.550 | Taipei Cinese Wang Hsi-Lin Kung Yun Yang Chian-mei Ku Ni-chen Hsu Tzu-chi Chen Pei-an | 32.000 | Russia Ralina Rakipova Vera Biryukova Alexandra Korchagina Daria Gorbacheva Elizaveta Minikhina Valeriya Osikova | 31.350 |
| Concorso individuale (dettagli)      | Julija Bravikova                                                                                                 | 71.200 | Ekaterina Selezneva                                                                   | 69.175 | Hanna Bazhko | 62.700 |
|                                      | |        |                                                                                       |        | |        |
| Gruppo 5 cerchi (dettagli)           | Russia Ralina Rakipova Vera Biryukova Alexandra Korchagina Daria Gorbacheva Elizaveta Minikhina Valeriya Osikova | 17.525 | Giappone Yukari Narimatsu Asuka Ono Ayano Sato Nana Mizuki Nanase Hori Natsumi Morino | 17.350 | Corea del Nord Mun Kyong-wi Ri Hye-song Kang Jin-a Sin Su-rim Ham Sun-ae                                         | 16.550 |
| Gruppo 3 palle + 2 nastri (dettagli) | Russia Ralina Rakipova Vera Biryukova Alexandra Korchagina Daria Gorbacheva Elizaveta Minikhina Valeriya Osikova | 17.450 | Taipei Cinese Wang Hsi-Lin Kung Yun Yang Chian-mei Ku Ni-chen Hsu Tzu-chi Chen Pei-an | 15.600 | Ucraina Maryna Makarova Valeriia Gudym Daria Sych Anastasiya Podrushnyak Alina Bykhno                            | 15.550 |
| Cerchio individuale (dettagli)       | Julija Bravikova                                                                                                 | 18.450 | Ekaterina Selezneva                                                                   | 17.600 | Kateryna Lutsenko                                                                                                | 16.400 |
| Palla individuale (dettagli)         | Ekaterina Selezneva                                                                                              | 17.000 | Julija Bravikova                                                                      | 16.750 | Mariya Trubach                                                                                                   | 16.450 |
| Clavette individuale (dettagli)      | Julija Bravikova                                                                                                 | 17.900 | Kateryna Lutsenko                                                                     | 16.525 | Ekaterina Selezneva                                                                                              | 16.100 |
| Nastro individuale (dettagli)        | Julija Bravikova                                                                                                 | 16.550 | Ekaterina Selezneva                                                                   | 14.950 | Takana Tatsuzawa                                                                                                 | 14.600 |